# Tamás Kásás
Tamás Kásás (Boedapest, 20 juli 1976) is een Hongaarse waterpolospeler. Hij nam viermaal deel aan de Olympische Spelen in 1996, 2000, 2004 en 2008. Hij veroverde hierbij driemaal een gouden medaille.
Kásás debuteerde op de Olympische Spelen in 1996, daar haalde hij met het Hongaarse team de halve finale om in 2000, 2004 en 2008 zich te revancheren en driemaal met een gouden plak om de schouders de spelen af te sluiten. Tussendoor won Kásás met het Hongaars team in 1997 en 1999 het EK en veroverde in 2003 de gouden medaille op de WK. De onderstaande erelijst is nog niet eens alles wat hij won met zijn clubteams (onder andere Possolipo en Savona uit Italië) of met de Hongaarse jeugd.
Kásás wordt vaak beschreven als de beste speler van zijn generatie. Zijn ongekende inzicht maakt hem tot een van de beste verdedigers van tegenwoordig. Tevens staat hij bekend om zijn sprongkracht en blokvermogen. Aanvallend wordt hij gevreesd om zijn zeer accurate schoten en passes. Deze levende legende won tot nu toe alles wat er te winnen viel als waterpoloër en geniet dan ook een sterrenstatus in Hongarije.

## Erelijst
Hongaars nationaal team:
- Olympische Spelen: Goud (2000, 2004, 2008)
- Wereldkampioenschappen: Goud (2003), Zilver (1998)
- Europese kampioenschappen: Goud (1997, 1999)
- World League: Goud (2004, 2003), Brons (2002)
- FINA Cup: Goud (1996, 1999)

Clubteams:
- Italiaans kampioenschap: (2005 Savona, 2001 Possilipo, 2000 Possilipo)
- Europacup voor landskampioenen: (???? Possilipo)
- LEN-trophy (europacupm 2): 2005 Savona

Tibor Benedek · 
Tamás Dala · 
Rajmund Fodor · 
András Gyöngyösi · 
Tamás Kásás · 
Zoltán Kósz · 
Péter Kuna · 
Attila Monostori · 
Zsolt Németh · 
Frank Tóth · 
László Tóth · 
Zsolt Varga · 
Balázs Vincze
Tibor Benedek · 
Péter Biros · 
Rajmund Fodor · 
Tamás Kásás · 
Gergely Kiss · 
Zoltán Kósz · 
Tamás Märcz · 
Tamás Molnár · 
Barnabás Steinmetz · 
Zoltán Szécsi · 
Bulcsú Székely · 
Zsolt Varga · 
Attila Vári
Tibor Benedek · 
Péter Biros · 
Rajmund Fodor · 
István Gergely · 
Tamás Kásás · 
Gergely Kiss · 
Norbert Madaras · 
Tamás Molnár · 
Ádám Steinmetz · 
Barnabás Steinmetz · 
Zoltán Szécsi · 
Tamás Varga · 
Attila Vári
Tibor Benedek · 
Péter Biros · 
István Gergely · 
Norbert Hosnyánszky · 
Tamás Kásás · 
Gábor Kis · 
Gergely Kiss · 
Norbert Madaras · 
Tamás Molnár · 
Zoltán Szécsi · 
Dániel Varga · 
Dénes Varga · 
Tamás Varga